# SIGVTALRM
В POSIX-системах, SIGVTALRM — сигнал, посылаемый процессу по истечении времени, заданного в «виртуальном» таймере.
SIGVTALRM — целочисленная константа, определённая в заголовочном файле signal.h. Символьные имена сигналов используются вместо номеров, так как в разных реализациях номера сигналов могут различаться.

## Этимология
SIG — общий префикс сигналов (от англ. signal), VT - сокращенное написание англ. virtual виртуальный, ALRM — сокращенное написание англ. alarm — тревога, сигнал будильника.

## Использование
SIGVTALRM посылается процессу по истечении таймера, точно так же как SIGALRM и SIGPROF. В отличие от SIGALRM, измеряющего реальное время, SIGVTALRM измеряет только время выполнения процесса. SIGPROFF также измеряет время выполнения процесса, а также время ожидания процессом завершения системных вызовов.
SIGVTALRM и SIGPROF используются при профилировании, для сбора статистики о времени выполнении процесса и ожидании системных вызовов (выполнения в пространстве ядра).